# 北魚沼郡

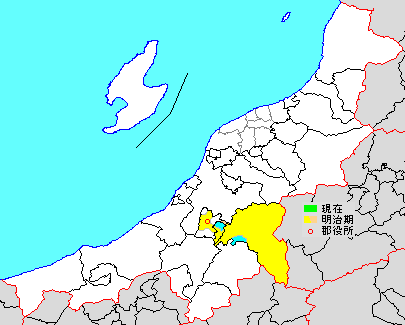
新潟県北魚沼郡の範囲（水色：後に他郡から編入した地域 薄黄：後に他郡に編入された地域）

北魚沼郡（きたうおぬまぐん）は、新潟県にあった郡。

## 郡域
1879年（明治12年）に行政区画として発足した当時の郡域は、以下の区域にあたる。
- 小千谷市の大部分（片貝町・片貝山屋町・高梨町・浦柄・横渡・南荷頃・小栗山・岩沢・真人町を除く）[1]
- 魚沼市の大部分（虫野・干溝・板木・原虫野・大浦・大浦新田・十日町・伊勢島・岡新田を除く）
- 長岡市の一部（川口木沢[2]を除く川口各町および東川口・西川口）

## 歴史

### 郡発足までの沿革
- 「旧高旧領取調帳」に記載されている明治初年時点での、魚沼郡のうち後の本郡域の支配は以下の通り。●は寺社領、○は寺社除地[3]が存在。（1町164村）

| 知行   | 知行                   | 村数    | 村名 |
| ------ | ---------------------- | ------- | --- |
| 幕府領 | 幕府領（出雲崎代官所） | 3村     | 和南津村、下島村、田麦山村 |
| 幕府領 | 幕府領（会津藩預地）   | 1町35村 | ●○小千谷町、千谷川村、○西千谷川村、平沢新田、土川村、○薭生城、○千谷村、市右衛門新田、長兵衛新田、○三仏生村、鴻巣村、坪野村、○小粟田村、○山谷村、四ツ子村、谷内村、中村（現：小千谷市）、山本村、塩殿村、池ヶ原村、池中新田、藪川新田、時水新田、新保村（現：小千谷市）、○時水村、●○東吉谷村、●○一ノ宮村、●藪川村、○川井村、原村、和長島村、○堀之内村、魚野地村、与五郎新田、○大石村、○明神村 |
| 幕府領 | 幕府領（桑名藩預地）   | 14村    | 井口新田、池平村、池平新田、芋川村、池平三ツ又新田、○吉田村、木山沢新田、○大沢村、葎沢村、下折立村、折立又新田、上折立村、大栃山村、大白川新田 |
| 藩領   | 陸奥会津藩             | 85村    | 西吉谷村、○片貝村、○中山村、川井新田、川口原新田、山崎新田、○川口村、○西川口村、牛ヶ島村、牛ヶ島新田、武道窪村、○相川村、荒谷村、塩谷村、吉水村、○田川村、龍光村、新道島村、下新田、徳田村、星野新田、○根小屋村、田戸村、○下倉村、○四日町村、○中島村、中島新田、日渡新田、○小出島村、大塚新田、青島村、○佐梨村、佐梨古新田、佐梨原新田、佐梨上原新田、○新保村（現：魚沼市）、新保新田、山田村、山田新田、山田古新田、米沢村、江口村、江口新田、中家新田、中家今新田、○中家村、一日市村、○七日市村、七日市新田、蓑和田村、宇都野村、大湯村、福島新田、中村（現：魚沼市）、田尻村、田尻新田、岩下村、○小田村、山寺村、宮沢新田、小平尾村、連日村、小庭名新田、小庭名村、吉平村、吉原新田、清本村、赤土村、真平新田、赤土五右衛門新田、赤土権四郎新田、須川村、宮椿新田、福山新田、松川村、細野村、渋川村、西名村、西名新田、下長鳥新田、上長鳥新田、大口新田、横根村、田小屋村、○高倉村 |
| 藩領   | 越後糸魚川藩           | 27村    | ○今泉村、泉沢新田、山口村、黒鳥新田、○並柳新田、三池村、茂沢村、水沢新田、道島新田、和田村、親柄村、横瀬村、栗山村、○金ヶ沢村、○田中村、下田村、長堀新田、○三淵沢村、大倉沢村、大倉村、福田新田、●須原村、大原新田、東之名村、○穴沢村、平之俣新田、芋鞘新田 |

- 慶応4年
  - 7月27日（1868年9月13日） - 幕府領が柏崎県（第1次）の管轄となる。
- 明治元年
  - 9月22日（1868年11月6日） - 会津戦争で会津藩が新政府軍に降伏して領地を没収され、領地が柏崎県の管轄となる。
  - 11月5日（1868年12月18日） - 柏崎県を廃して新潟府に合併することが布達される（実行されず）。
- 明治2年
  - 2月22日（1869年4月3日） - 再度柏崎県を廃止する布達が出され、越後府（第2次）に合併。
  - 6月24日（1869年8月1日） - 任知藩事にともない、糸魚川藩が清崎藩に改称。
  - 8月25日（1869年9月30日） - 旧・柏崎県の管轄地が柏崎県（第2次）の管轄となる。
- 明治4年
  - 7月14日（1871年8月29日） - 廃藩置県により藩領が清崎県の管轄となる。
  - 11月20日（1871年12月31日） - 第1次府県統合により全域が柏崎県の管轄となる。
- 明治6年（1873年）6月10日 - 全域が新潟県の管轄となる。
- 明治7年（1874年）（1町159村）
  - 田尻新田が田尻村に合併。
  - 岩下村・小田村・山寺村・黒鳥新田・並柳新田・三池村が合併して並柳村となる。
- 明治8年（1875年） - 真平新田・赤土五右衛門新田・赤土権四郎新田が赤土村に合併。（1町156村）

### 郡発足以降の沿革
- 明治12年（1879年）
  - 4月9日 - 郡区町村編制法の新潟県での施行により、魚沼郡のうち1町156村に行政区画としての北魚沼郡が発足。郡役所を小千谷町に設置。
  - 新保村（現：小千谷市）・一ノ宮村が合併して桜町村となる。（1町155村）
  - 2ヶ所所在した中村がそれぞれ西中村（現：小千谷市）、東中村（現：魚沼市）に改称。
- 明治13年（1880年） - 下長鳥新田・大口新田が合併して長鳥村となる。（1町154村）
- 明治18年（1885年） - 市右衛門新田・長兵衛新田が千谷村に合併。（1町152村）
- 明治22年（1889年）4月1日 - 町村制の施行により以下の町村が発足。（1町33村）

- 小千谷町（単独町制、現・小千谷市）
- 城川村 ← 千谷川村、西千谷川村、平沢新田、土川村、時水村、時水新田、藪川村、藪川新田（現：小千谷市）
- 桜町村（単独村制、現・小千谷市）
- 吉谷村 ← 東吉谷村、西吉谷村、四ツ子村（現：小千谷市）
- 山辺村 ← 谷内村、西中村、山本村、片貝村、池ヶ原村、池中新田、塩殿村（現：小千谷市）
- 千田村 ← 千谷村、小粟田村（現：小千谷市）
- 三仏生村（単独村制、現・小千谷市）
- 鴻野谷村 ← 鴻巣村、坪野村、山谷村（現：小千谷市）
- 薭生村（単独村制）（現：小千谷市）
- 上川村 ← 相川村、武道窪村、荒谷村、牛ヶ島村、牛ヶ島新田（現：長岡市）
- 川井村 ← 川井村、川井新田（現：小千谷市）
- 田麦山村（単独村制、現・長岡市）
- 川口村 ← 川口村、西川口村、川口原新田、山崎新田（現：長岡市）
- 津山村 ← 中山村、和南津村（現：長岡市）
- 田川入村 ← 原村、魚野地村、明神村、吉水村（現：魚沼市）
- 堀之内村 ← 堀之内村、与五郎新田、大石村（現：魚沼市）
- 宇賀地村 ← 新道島村、星野新田、龍光村、下島村、下新田、徳田村、和長島村、田川村（現：魚沼市）
- 城下村 ← 下倉村、田戸村、根小屋村（現：魚沼市）
- 小出町村 ← 小出島村、日渡新田、大塚新田（現：魚沼市）
- 青島村（単独村制、現・魚沼市）
- 佐梨村 ← 佐梨村、佐梨原新田、佐梨上原新田、佐梨古新田（現：魚沼市）
- 湯ノ谷村 ← 芋川村、宇都野村、蓑和田村、下折立村、折立又新田、上折立村、大湯村（現：魚沼市）
- 八箇村 ← 井口新田、吉田村、七日市村、七日市新田、大沢村、木山沢新田、福島新田、葎沢村（現：魚沼市）
- 藪神村 ← 米沢村、山田村、新保村、新保新田、今泉村、江口村、江口新田、山田新田、山田古新田（現：魚沼市）
- 羽川村 ← 一日市村、池平村、池平新田、池平三ツ又新田、中家村、中家新田、中家今新田（現：魚沼市）
- 島町村 ← 中島村、中島新田、四日町村（現：魚沼市）
- 下条村 ← 東中村、山口村、泉沢新田、田尻村、並柳村、連日村、小庭名村、小庭名新田、吉平村、吉原新田、茂沢村、水沢新田、和田村（現：魚沼市）
- 小平尾村 ← 小平尾村、道島新田（現：魚沼市）
- 中条村 ← 親柄村、栗山村、宮沢新田、横瀬村、長堀新田、下田村、清本村、金ヶ沢村、田中村（現：魚沼市）
- 須原村 ← 須原村、福田新田、大原新田、松川村、細野村（現：魚沼市）
- 広瀬村（第1次） ← 赤土村、須川村、三淵沢村、大倉沢村、大倉村（現：魚沼市）
- 上条村 ← 渋川村、長鳥村、上長鳥新田、東之名村、西名村、西名新田、宮椿新田、福山新田（現：魚沼市）
- 高根村 ← 高倉村、横根村（現：魚沼市）
- 入広瀬村 ← 田小屋村、芋鞘新田、平之俣新田、大栃山村、穴沢村、大白川新田（現：魚沼市）
- 塩谷村が古志郡東山村となる。

- 明治26年（1893年）4月7日 - 高根村の一部（高倉）が分立して高倉村が発足、残部（横根）が入広瀬村に編入。（1町33村）
- 明治29年（1896年）8月14日 - 小出町村・青島村が合併して小出町が発足。（2町31村）
- 明治30年（1897年）1月1日 - 新潟県で郡制を施行。
- 明治34年（1901年）11月1日 - 下記の町村の統合が行われる。いずれも新設合併。（2町16村）

- 川口村 ← 川口村、津山村
- 薭生村 ← 薭生村、上川村
- 城川村 ← 城川村、桜町村、鴻野谷村［山谷］
- 千田村 ← 千田村、三仏生村、鴻野谷村［坪野・鴻巣］
- 堀之内村 ← 堀之内村、城下村、宇賀地村
- 小出町 ← 小出町、佐梨村、島町村［四日町］
- 藪神村 ← 藪神村、羽川村、島町村［中島・中島新田］
- 須原村 ← 須原村、広瀬村
- 湯之谷村 ← 湯ノ谷村、八箇村
- 広瀬村（第2次） ← 下条村、中条村、小平尾村
- 上条村 ← 上条村、高倉村

- 大正12年（1923年）3月31日 - 郡会が廃止。郡役所は存続。
- 大正15年（1926年）
  - 4月1日 - 堀之内村・田川入村が合併し、改めて堀之内村が発足。（2町15村）
  - 6月30日 - 郡役所が廃止。以降は地域区分名称となる。
  - 11月10日 - 堀之内村が町制施行して堀之内町となる。（3町14村）
- 昭和4年（1929年）3月1日 - 薭生村[4]の一部（相川・武道窪・荒谷・牛ヶ島・牛ヶ島新田）が小千谷町、残部（薭生[4]）が川口村に分割編入。（3町13村）
- 昭和17年（1942年）4月1日 - 山辺村が小千谷町に編入。（3町12村）
- 昭和18年（1943年）4月1日 - 吉谷村が小千谷町に編入。（3町11村）
- 昭和25年（1950年）4月1日 - 小出町が南魚沼郡伊米ヶ崎村の一部（干溝）を編入。
- 昭和29年（1954年）
  - 3月10日 - 小千谷町が城川村・千田村を編入のうえ市制施行して小千谷市となり、郡より離脱。（2町9村）
  - 3月31日 - 田麦山村が川口村に編入。（2町8村）
  - 5月1日
    - 川井村が小千谷市に編入。（2町7村）
    - 小出町が南魚沼郡伊米ヶ崎村を編入。

  - 11月1日 - 川口村が古志郡東山村の一部（木沢）を編入[11]。
- 昭和30年（1955年）3月31日 - 広瀬村・藪神村が合併して広神村が発足。（2町6村）
- 昭和31年（1956年）
  - 9月30日 - 須原村・上条村が合併して守門村が発足。（2町5村）
  - 10月1日 - 広神村が古志郡山古志村の一部（芋川）を編入[12]。
- 昭和32年（1957年）8月1日 - 川口村が町制施行して川口町となる。（3町4村）
- 平成16年（2004年）11月1日 - 小出町・堀之内町・入広瀬村・守門村・広神村・湯之谷村が合併して魚沼市が発足し、郡より離脱。（1町）
- 平成22年（2010年）3月31日 - 川口町が長岡市に編入。同日北魚沼郡消滅。

### 変遷表
| 所 属 郡    | 明治以前              | 明治初年 - 明治22年    | 明治22年 4月1日 町村制施行 | 明治22年 - 明治33年           | 明治34年 - 明治45年      | 大正元年 - 昭和20年     | 大正元年 - 昭和20年            | 昭和21年 - 昭和30年                              | 昭和21年 - 昭和30年                | 昭和31年 - 昭和64年            | 昭和31年 - 昭和64年          | 平成元年 - 現在              | 現在     |
| ----------- | --------------------- | ---------------------- | -------------------------- | ----------------------------- | ------------------------ | ----------------------- | ------------------------------ | ------------------------------------------------ | ---------------------------------- | ------------------------------ | ---------------------------- | ---------------------------- | -------- |
| 北 魚 沼 郡 | 川井村                | 川井村                 | 川井村                     | 川井村                        | 川井村                   | 川井村                  | 川井村                         | 川井村                                           | 昭和29年5月1日 小千谷市に編入      | 小千谷市                       | 小千谷市                     | 小千谷市                     | 小千谷市 |
| 北 魚 沼 郡 | 川井新田              | 川井新田               | 川井村                     | 川井村                        | 川井村                   | 川井村                  | 川井村                         | 川井村                                           | 昭和29年5月1日 小千谷市に編入      | 小千谷市                       | 小千谷市                     | 小千谷市                     | 小千谷市 |
| 北 魚 沼 郡 | 千谷村                | 明治18年 千谷村        | 千田村                     | 千田村                        | 明治34年11月1日 千田村   | 千田村                  | 千田村                         | 昭和29年3月10日 小千谷町に編入 即日市制 小千谷市 | 小千谷市                           | 小千谷市                       | 小千谷市                     | 小千谷市                     | 小千谷市 |
| 北 魚 沼 郡 | 市右衛門新田          | 明治18年 千谷村        | 千田村                     | 千田村                        | 明治34年11月1日 千田村   | 千田村                  | 千田村                         | 昭和29年3月10日 小千谷町に編入 即日市制 小千谷市 | 小千谷市                           | 小千谷市                       | 小千谷市                     | 小千谷市                     | 小千谷市 |
| 北 魚 沼 郡 | 長兵衛新田            | 明治18年 千谷村        | 千田村                     | 千田村                        | 明治34年11月1日 千田村   | 千田村                  | 千田村                         | 昭和29年3月10日 小千谷町に編入 即日市制 小千谷市 | 小千谷市                           | 小千谷市                       | 小千谷市                     | 小千谷市                     | 小千谷市 |
| 北 魚 沼 郡 | 小粟田村              | 小粟田村               | 千田村                     | 千田村                        | 明治34年11月1日 千田村   | 千田村                  | 千田村                         | 昭和29年3月10日 小千谷町に編入 即日市制 小千谷市 | 小千谷市                           | 小千谷市                       | 小千谷市                     | 小千谷市                     | 小千谷市 |
| 北 魚 沼 郡 | 三仏生村              | 三仏生村               | 三仏生村                   | 三仏生村                      | 明治34年11月1日 千田村   | 千田村                  | 千田村                         | 昭和29年3月10日 小千谷町に編入 即日市制 小千谷市 | 小千谷市                           | 小千谷市                       | 小千谷市                     | 小千谷市                     | 小千谷市 |
| 北 魚 沼 郡 | 鴻巣村                | 鴻巣村                 | 鴻野谷村                   | 鴻野谷村                      | 明治34年11月1日 千田村   | 千田村                  | 千田村                         | 昭和29年3月10日 小千谷町に編入 即日市制 小千谷市 | 昭和30年3月31日 三島郡片貝町に編入 | 昭和31年3月31日 小千谷市に編入 | 小千谷市                     | 小千谷市                     | 小千谷市 |
| 北 魚 沼 郡 | 坪野村                | 坪野村                 | 鴻野谷村                   | 鴻野谷村                      | 明治34年11月1日 千田村   | 千田村                  | 千田村                         | 昭和29年3月10日 小千谷町に編入 即日市制 小千谷市 | 小千谷市                           | 小千谷市                       | 小千谷市                     | 小千谷市                     | 小千谷市 |
| 北 魚 沼 郡 | 山谷村                | 山谷村                 | 鴻野谷村                   | 鴻野谷村                      | 明治34年11月1日 城川村   | 城川村                  | 城川村                         | 昭和29年3月10日 小千谷町に編入 即日市制 小千谷市 | 小千谷市                           | 小千谷市                       | 小千谷市                     | 小千谷市                     | 小千谷市 |
| 北 魚 沼 郡 | 千谷川村              | 千谷川村               | 城川村                     | 城川村                        | 明治34年11月1日 城川村   | 城川村                  | 城川村                         | 昭和29年3月10日 小千谷町に編入 即日市制 小千谷市 | 小千谷市                           | 小千谷市                       | 小千谷市                     | 小千谷市                     | 小千谷市 |
| 北 魚 沼 郡 | 西千谷川村            | 西千谷川村             | 城川村                     | 城川村                        | 明治34年11月1日 城川村   | 城川村                  | 城川村                         | 昭和29年3月10日 小千谷町に編入 即日市制 小千谷市 | 小千谷市                           | 小千谷市                       | 小千谷市                     | 小千谷市                     | 小千谷市 |
| 北 魚 沼 郡 | 平沢新田              | 平沢新田               | 城川村                     | 城川村                        | 明治34年11月1日 城川村   | 城川村                  | 城川村                         | 昭和29年3月10日 小千谷町に編入 即日市制 小千谷市 | 小千谷市                           | 小千谷市                       | 小千谷市                     | 小千谷市                     | 小千谷市 |
| 北 魚 沼 郡 | 土川村                | 土川村                 | 城川村                     | 城川村                        | 明治34年11月1日 城川村   | 城川村                  | 城川村                         | 昭和29年3月10日 小千谷町に編入 即日市制 小千谷市 | 小千谷市                           | 小千谷市                       | 小千谷市                     | 小千谷市                     | 小千谷市 |
| 北 魚 沼 郡 | 時水村                | 時水村                 | 城川村                     | 城川村                        | 明治34年11月1日 城川村   | 城川村                  | 城川村                         | 昭和29年3月10日 小千谷町に編入 即日市制 小千谷市 | 小千谷市                           | 小千谷市                       | 小千谷市                     | 小千谷市                     | 小千谷市 |
| 北 魚 沼 郡 | 時水新田              | 時水新田               | 城川村                     | 城川村                        | 明治34年11月1日 城川村   | 城川村                  | 城川村                         | 昭和29年3月10日 小千谷町に編入 即日市制 小千谷市 | 小千谷市                           | 小千谷市                       | 小千谷市                     | 小千谷市                     | 小千谷市 |
| 北 魚 沼 郡 | 藪川村                | 藪川村                 | 城川村                     | 城川村                        | 明治34年11月1日 城川村   | 城川村                  | 城川村                         | 昭和29年3月10日 小千谷町に編入 即日市制 小千谷市 | 小千谷市                           | 小千谷市                       | 小千谷市                     | 小千谷市                     | 小千谷市 |
| 北 魚 沼 郡 | 藪川新田              | 藪川新田               | 城川村                     | 城川村                        | 明治34年11月1日 城川村   | 城川村                  | 城川村                         | 昭和29年3月10日 小千谷町に編入 即日市制 小千谷市 | 小千谷市                           | 小千谷市                       | 小千谷市                     | 小千谷市                     | 小千谷市 |
| 北 魚 沼 郡 | 新保村                | 明治12年 桜町村        | 桜町村                     | 桜町村                        | 明治34年11月1日 城川村   | 城川村                  | 城川村                         | 昭和29年3月10日 小千谷町に編入 即日市制 小千谷市 | 小千谷市                           | 小千谷市                       | 小千谷市                     | 小千谷市                     | 小千谷市 |
| 北 魚 沼 郡 | 一ノ宮村              | 明治12年 桜町村        | 桜町村                     | 桜町村                        | 明治34年11月1日 城川村   | 城川村                  | 城川村                         | 昭和29年3月10日 小千谷町に編入 即日市制 小千谷市 | 小千谷市                           | 小千谷市                       | 小千谷市                     | 小千谷市                     | 小千谷市 |
| 北 魚 沼 郡 | 谷内村                | 谷内村                 | 山辺村                     | 山辺村                        | 山辺村                   | 山辺村                  | 昭和17年4月1日 小千谷町に編入  | 昭和29年3月10日 市制 小千谷市                    | 小千谷市                           | 小千谷市                       | 小千谷市                     | 小千谷市                     | 小千谷市 |
| 北 魚 沼 郡 | 中村                  | 明治12年 改称 西中村   | 山辺村                     | 山辺村                        | 山辺村                   | 山辺村                  | 昭和17年4月1日 小千谷町に編入  | 昭和29年3月10日 市制 小千谷市                    | 小千谷市                           | 小千谷市                       | 小千谷市                     | 小千谷市                     | 小千谷市 |
| 北 魚 沼 郡 | 山本村                | 山本村                 | 山辺村                     | 山辺村                        | 山辺村                   | 山辺村                  | 昭和17年4月1日 小千谷町に編入  | 昭和29年3月10日 市制 小千谷市                    | 小千谷市                           | 小千谷市                       | 小千谷市                     | 小千谷市                     | 小千谷市 |
| 北 魚 沼 郡 | 片貝村                | 片貝村                 | 山辺村                     | 山辺村                        | 山辺村                   | 山辺村                  | 昭和17年4月1日 小千谷町に編入  | 昭和29年3月10日 市制 小千谷市                    | 小千谷市                           | 小千谷市                       | 小千谷市                     | 小千谷市                     | 小千谷市 |
| 北 魚 沼 郡 | 池ヶ原村              | 池ヶ原村               | 山辺村                     | 山辺村                        | 山辺村                   | 山辺村                  | 昭和17年4月1日 小千谷町に編入  | 昭和29年3月10日 市制 小千谷市                    | 小千谷市                           | 小千谷市                       | 小千谷市                     | 小千谷市                     | 小千谷市 |
| 北 魚 沼 郡 | 池中新田              | 池中新田               | 山辺村                     | 山辺村                        | 山辺村                   | 山辺村                  | 昭和17年4月1日 小千谷町に編入  | 昭和29年3月10日 市制 小千谷市                    | 小千谷市                           | 小千谷市                       | 小千谷市                     | 小千谷市                     | 小千谷市 |
| 北 魚 沼 郡 | 塩殿村                | 塩殿村                 | 山辺村                     | 山辺村                        | 山辺村                   | 山辺村                  | 昭和17年4月1日 小千谷町に編入  | 昭和29年3月10日 市制 小千谷市                    | 小千谷市                           | 小千谷市                       | 小千谷市                     | 小千谷市                     | 小千谷市 |
| 北 魚 沼 郡 | 東吉谷村              | 東吉谷村               | 吉谷村                     | 吉谷村                        | 吉谷村                   | 吉谷村                  | 昭和18年4月1日 小千谷町に編入  | 昭和29年3月10日 市制 小千谷市                    | 小千谷市                           | 小千谷市                       | 小千谷市                     | 小千谷市                     | 小千谷市 |
| 北 魚 沼 郡 | 西吉谷村              | 西吉谷村               | 吉谷村                     | 吉谷村                        | 吉谷村                   | 吉谷村                  | 昭和18年4月1日 小千谷町に編入  | 昭和29年3月10日 市制 小千谷市                    | 小千谷市                           | 小千谷市                       | 小千谷市                     | 小千谷市                     | 小千谷市 |
| 北 魚 沼 郡 | 四ツ子村              | 四ツ子村               | 吉谷村                     | 吉谷村                        | 吉谷村                   | 吉谷村                  | 昭和18年4月1日 小千谷町に編入  | 昭和29年3月10日 市制 小千谷市                    | 小千谷市                           | 小千谷市                       | 小千谷市                     | 小千谷市                     | 小千谷市 |
| 北 魚 沼 郡 | 小千谷町              | 小千谷町               | 小千谷町                   | 小千谷町                      | 小千谷町                 | 小千谷町                | 小千谷町                       | 昭和29年3月10日 市制 小千谷市                    | 小千谷市                           | 小千谷市                       | 小千谷市                     | 小千谷市                     | 小千谷市 |
| 北 魚 沼 郡 | 薭生村                | 薭生村                 | 薭生村                     | 薭生村                        | 明治34年11月1日 薭生村   | 薭生村                  | 昭和4年3月1日 小千谷町に編入   | 昭和29年3月10日 市制 小千谷市                    | 小千谷市                           | 小千谷市                       | 小千谷市                     | 小千谷市                     | 小千谷市 |
| 北 魚 沼 郡 | 相川村                | 相川村                 | 上川村                     | 上川村                        | 明治34年11月1日 薭生村   | 薭生村                  | 昭和4年3月1日 川口村に編入     | 川口村                                           | 川口村                             | 川口村                         | 昭和32年8月1日 町制 川口町   | 平成22年3月31日 長岡市に編入 | 長岡市   |
| 北 魚 沼 郡 | 武道窪村              | 武道窪村               | 上川村                     | 上川村                        | 明治34年11月1日 薭生村   | 薭生村                  | 昭和4年3月1日 川口村に編入     | 川口村                                           | 川口村                             | 川口村                         | 昭和32年8月1日 町制 川口町   | 平成22年3月31日 長岡市に編入 | 長岡市   |
| 北 魚 沼 郡 | 荒谷村                | 荒谷村                 | 上川村                     | 上川村                        | 明治34年11月1日 薭生村   | 薭生村                  | 昭和4年3月1日 川口村に編入     | 川口村                                           | 川口村                             | 川口村                         | 昭和32年8月1日 町制 川口町   | 平成22年3月31日 長岡市に編入 | 長岡市   |
| 北 魚 沼 郡 | 牛ヶ島村              | 牛ヶ島村               | 上川村                     | 上川村                        | 明治34年11月1日 薭生村   | 薭生村                  | 昭和4年3月1日 川口村に編入     | 川口村                                           | 川口村                             | 川口村                         | 昭和32年8月1日 町制 川口町   | 平成22年3月31日 長岡市に編入 | 長岡市   |
| 北 魚 沼 郡 | 牛ヶ島新田            | 牛ヶ島新田             | 上川村                     | 上川村                        | 明治34年11月1日 薭生村   | 薭生村                  | 昭和4年3月1日 川口村に編入     | 川口村                                           | 川口村                             | 川口村                         | 昭和32年8月1日 町制 川口町   | 平成22年3月31日 長岡市に編入 | 長岡市   |
| 北 魚 沼 郡 | 川口村                | 川口村                 | 川口村                     | 川口村                        | 明治34年11月1日 川口村   | 川口村                  | 川口村                         | 川口村                                           | 川口村                             | 川口村                         | 昭和32年8月1日 町制 川口町   | 平成22年3月31日 長岡市に編入 | 長岡市   |
| 北 魚 沼 郡 | 西川口村              | 西川口村               | 川口村                     | 川口村                        | 明治34年11月1日 川口村   | 川口村                  | 川口村                         | 川口村                                           | 川口村                             | 川口村                         | 昭和32年8月1日 町制 川口町   | 平成22年3月31日 長岡市に編入 | 長岡市   |
| 北 魚 沼 郡 | 川口原新田            | 川口原新田             | 川口村                     | 川口村                        | 明治34年11月1日 川口村   | 川口村                  | 川口村                         | 川口村                                           | 川口村                             | 川口村                         | 昭和32年8月1日 町制 川口町   | 平成22年3月31日 長岡市に編入 | 長岡市   |
| 北 魚 沼 郡 | 山崎新田              | 山崎新田               | 川口村                     | 川口村                        | 明治34年11月1日 川口村   | 川口村                  | 川口村                         | 川口村                                           | 川口村                             | 川口村                         | 昭和32年8月1日 町制 川口町   | 平成22年3月31日 長岡市に編入 | 長岡市   |
| 北 魚 沼 郡 | 中山村                | 中山村                 | 津山村                     | 津山村                        | 明治34年11月1日 川口村   | 川口村                  | 川口村                         | 川口村                                           | 川口村                             | 川口村                         | 昭和32年8月1日 町制 川口町   | 平成22年3月31日 長岡市に編入 | 長岡市   |
| 北 魚 沼 郡 | 和南津村              | 和南津村               | 津山村                     | 津山村                        | 明治34年11月1日 川口村   | 川口村                  | 川口村                         | 川口村                                           | 川口村                             | 川口村                         | 昭和32年8月1日 町制 川口町   | 平成22年3月31日 長岡市に編入 | 長岡市   |
| 北 魚 沼 郡 | 田麦山村              | 田麦山村               | 田麦山村                   | 田麦山村                      | 田麦山村                 | 田麦山村                | 田麦山村                       | 昭和29年3月31日 川口村に編入                     | 川口村                             | 川口村                         | 昭和32年8月1日 町制 川口町   | 平成22年3月31日 長岡市に編入 | 長岡市   |
| 北 魚 沼 郡 | 塩谷村の一部（峠）    | 塩谷村の一部（峠）     | 東山村 の一部              | 東山村の一部                  | 東山村の一部             | 東山村の一部            | 東山村の一部                   | 東山村の一部                                     | 昭和29年11月1日 川口村に編入       | 川口村                         | 昭和32年8月1日 町制 川口町   | 平成22年3月31日 長岡市に編入 | 長岡市   |
| 古 志 郡    | 木沢村                | 木沢村                 | 東山村 の一部              | 東山村の一部                  | 東山村の一部             | 東山村の一部            | 東山村の一部                   | 東山村の一部                                     | 昭和29年11月1日 川口村に編入       | 川口村                         | 昭和32年8月1日 町制 川口町   | 平成22年3月31日 長岡市に編入 | 長岡市   |
| 古 志 郡    | 竹沢村 の一部（芋川） | 明治14年 分立 東竹沢村 | 東竹沢村                   | 東竹沢村                      | 東竹沢村                 | 東竹沢村                | 東竹沢村                       | 東竹沢村                                         | 東竹沢村                           | 昭和31年4月1日 山古志村        | 昭和31年10月1日 広神村に編入 | 平成16年11月1日 魚沼市       | 魚沼市   |
| 北 魚 沼 郡 | 田尻村                | 明治7年 田尻村         | 下条村                     | 下条村                        | 明治34年11月1日 広瀬村   | 広瀬村                  | 広瀬村                         | 広瀬村                                           | 昭和30年3月31日 広神村             | 広神村                         | 広神村                       | 平成16年11月1日 魚沼市       | 魚沼市   |
| 北 魚 沼 郡 | 田尻新田              | 明治7年 田尻村         | 下条村                     | 下条村                        | 明治34年11月1日 広瀬村   | 広瀬村                  | 広瀬村                         | 広瀬村                                           | 昭和30年3月31日 広神村             | 広神村                         | 広神村                       | 平成16年11月1日 魚沼市       | 魚沼市   |
| 北 魚 沼 郡 | 岩下村                | 明治7年 並柳村         | 下条村                     | 下条村                        | 明治34年11月1日 広瀬村   | 広瀬村                  | 広瀬村                         | 広瀬村                                           | 昭和30年3月31日 広神村             | 広神村                         | 広神村                       | 平成16年11月1日 魚沼市       | 魚沼市   |
| 北 魚 沼 郡 | 小田村                | 明治7年 並柳村         | 下条村                     | 下条村                        | 明治34年11月1日 広瀬村   | 広瀬村                  | 広瀬村                         | 広瀬村                                           | 昭和30年3月31日 広神村             | 広神村                         | 広神村                       | 平成16年11月1日 魚沼市       | 魚沼市   |
| 北 魚 沼 郡 | 山寺村                | 明治7年 並柳村         | 下条村                     | 下条村                        | 明治34年11月1日 広瀬村   | 広瀬村                  | 広瀬村                         | 広瀬村                                           | 昭和30年3月31日 広神村             | 広神村                         | 広神村                       | 平成16年11月1日 魚沼市       | 魚沼市   |
| 北 魚 沼 郡 | 黒鳥新田              | 明治7年 並柳村         | 下条村                     | 下条村                        | 明治34年11月1日 広瀬村   | 広瀬村                  | 広瀬村                         | 広瀬村                                           | 昭和30年3月31日 広神村             | 広神村                         | 広神村                       | 平成16年11月1日 魚沼市       | 魚沼市   |
| 北 魚 沼 郡 | 並柳新田              | 明治7年 並柳村         | 下条村                     | 下条村                        | 明治34年11月1日 広瀬村   | 広瀬村                  | 広瀬村                         | 広瀬村                                           | 昭和30年3月31日 広神村             | 広神村                         | 広神村                       | 平成16年11月1日 魚沼市       | 魚沼市   |
| 北 魚 沼 郡 | 三池村                | 明治7年 並柳村         | 下条村                     | 下条村                        | 明治34年11月1日 広瀬村   | 広瀬村                  | 広瀬村                         | 広瀬村                                           | 昭和30年3月31日 広神村             | 広神村                         | 広神村                       | 平成16年11月1日 魚沼市       | 魚沼市   |
| 北 魚 沼 郡 | 中村                  | 明治12年 改称 東中村   | 下条村                     | 下条村                        | 明治34年11月1日 広瀬村   | 広瀬村                  | 広瀬村                         | 広瀬村                                           | 昭和30年3月31日 広神村             | 広神村                         | 広神村                       | 平成16年11月1日 魚沼市       | 魚沼市   |
| 北 魚 沼 郡 | 山口村                | 山口村                 | 下条村                     | 下条村                        | 明治34年11月1日 広瀬村   | 広瀬村                  | 広瀬村                         | 広瀬村                                           | 昭和30年3月31日 広神村             | 広神村                         | 広神村                       | 平成16年11月1日 魚沼市       | 魚沼市   |
| 北 魚 沼 郡 | 泉沢新田              | 泉沢新田               | 下条村                     | 下条村                        | 明治34年11月1日 広瀬村   | 広瀬村                  | 広瀬村                         | 広瀬村                                           | 昭和30年3月31日 広神村             | 広神村                         | 広神村                       | 平成16年11月1日 魚沼市       | 魚沼市   |
| 北 魚 沼 郡 | 連日村                | 連日村                 | 下条村                     | 下条村                        | 明治34年11月1日 広瀬村   | 広瀬村                  | 広瀬村                         | 広瀬村                                           | 昭和30年3月31日 広神村             | 広神村                         | 広神村                       | 平成16年11月1日 魚沼市       | 魚沼市   |
| 北 魚 沼 郡 | 小庭名村              | 小庭名村               | 下条村                     | 下条村                        | 明治34年11月1日 広瀬村   | 広瀬村                  | 広瀬村                         | 広瀬村                                           | 昭和30年3月31日 広神村             | 広神村                         | 広神村                       | 平成16年11月1日 魚沼市       | 魚沼市   |
| 北 魚 沼 郡 | 小庭名新田            | 小庭名新田             | 下条村                     | 下条村                        | 明治34年11月1日 広瀬村   | 広瀬村                  | 広瀬村                         | 広瀬村                                           | 昭和30年3月31日 広神村             | 広神村                         | 広神村                       | 平成16年11月1日 魚沼市       | 魚沼市   |
| 北 魚 沼 郡 | 吉平村                | 吉平村                 | 下条村                     | 下条村                        | 明治34年11月1日 広瀬村   | 広瀬村                  | 広瀬村                         | 広瀬村                                           | 昭和30年3月31日 広神村             | 広神村                         | 広神村                       | 平成16年11月1日 魚沼市       | 魚沼市   |
| 北 魚 沼 郡 | 吉原新田              | 吉原新田               | 下条村                     | 下条村                        | 明治34年11月1日 広瀬村   | 広瀬村                  | 広瀬村                         | 広瀬村                                           | 昭和30年3月31日 広神村             | 広神村                         | 広神村                       | 平成16年11月1日 魚沼市       | 魚沼市   |
| 北 魚 沼 郡 | 茂沢村                | 茂沢村                 | 下条村                     | 下条村                        | 明治34年11月1日 広瀬村   | 広瀬村                  | 広瀬村                         | 広瀬村                                           | 昭和30年3月31日 広神村             | 広神村                         | 広神村                       | 平成16年11月1日 魚沼市       | 魚沼市   |
| 北 魚 沼 郡 | 水沢新田              | 水沢新田               | 下条村                     | 下条村                        | 明治34年11月1日 広瀬村   | 広瀬村                  | 広瀬村                         | 広瀬村                                           | 昭和30年3月31日 広神村             | 広神村                         | 広神村                       | 平成16年11月1日 魚沼市       | 魚沼市   |
| 北 魚 沼 郡 | 和田村                | 和田村                 | 下条村                     | 下条村                        | 明治34年11月1日 広瀬村   | 広瀬村                  | 広瀬村                         | 広瀬村                                           | 昭和30年3月31日 広神村             | 広神村                         | 広神村                       | 平成16年11月1日 魚沼市       | 魚沼市   |
| 北 魚 沼 郡 | 親柄村                | 親柄村                 | 中条村                     | 中条村                        | 明治34年11月1日 広瀬村   | 広瀬村                  | 広瀬村                         | 広瀬村                                           | 昭和30年3月31日 広神村             | 広神村                         | 広神村                       | 平成16年11月1日 魚沼市       | 魚沼市   |
| 北 魚 沼 郡 | 栗山村                | 栗山村                 | 中条村                     | 中条村                        | 明治34年11月1日 広瀬村   | 広瀬村                  | 広瀬村                         | 広瀬村                                           | 昭和30年3月31日 広神村             | 広神村                         | 広神村                       | 平成16年11月1日 魚沼市       | 魚沼市   |
| 北 魚 沼 郡 | 宮沢新田              | 宮沢新田               | 中条村                     | 中条村                        | 明治34年11月1日 広瀬村   | 広瀬村                  | 広瀬村                         | 広瀬村                                           | 昭和30年3月31日 広神村             | 広神村                         | 広神村                       | 平成16年11月1日 魚沼市       | 魚沼市   |
| 北 魚 沼 郡 | 横瀬村                | 横瀬村                 | 中条村                     | 中条村                        | 明治34年11月1日 広瀬村   | 広瀬村                  | 広瀬村                         | 広瀬村                                           | 昭和30年3月31日 広神村             | 広神村                         | 広神村                       | 平成16年11月1日 魚沼市       | 魚沼市   |
| 北 魚 沼 郡 | 長堀新田              | 長堀新田               | 中条村                     | 中条村                        | 明治34年11月1日 広瀬村   | 広瀬村                  | 広瀬村                         | 広瀬村                                           | 昭和30年3月31日 広神村             | 広神村                         | 広神村                       | 平成16年11月1日 魚沼市       | 魚沼市   |
| 北 魚 沼 郡 | 下田村                | 下田村                 | 中条村                     | 中条村                        | 明治34年11月1日 広瀬村   | 広瀬村                  | 広瀬村                         | 広瀬村                                           | 昭和30年3月31日 広神村             | 広神村                         | 広神村                       | 平成16年11月1日 魚沼市       | 魚沼市   |
| 北 魚 沼 郡 | 清本村                | 清本村                 | 中条村                     | 中条村                        | 明治34年11月1日 広瀬村   | 広瀬村                  | 広瀬村                         | 広瀬村                                           | 昭和30年3月31日 広神村             | 広神村                         | 広神村                       | 平成16年11月1日 魚沼市       | 魚沼市   |
| 北 魚 沼 郡 | 金ヶ沢村              | 金ヶ沢村               | 中条村                     | 中条村                        | 明治34年11月1日 広瀬村   | 広瀬村                  | 広瀬村                         | 広瀬村                                           | 昭和30年3月31日 広神村             | 広神村                         | 広神村                       | 平成16年11月1日 魚沼市       | 魚沼市   |
| 北 魚 沼 郡 | 田中村                | 田中村                 | 中条村                     | 中条村                        | 明治34年11月1日 広瀬村   | 広瀬村                  | 広瀬村                         | 広瀬村                                           | 昭和30年3月31日 広神村             | 広神村                         | 広神村                       | 平成16年11月1日 魚沼市       | 魚沼市   |
| 北 魚 沼 郡 | 小平尾村              | 小平尾村               | 小平尾村                   | 小平尾村                      | 明治34年11月1日 広瀬村   | 広瀬村                  | 広瀬村                         | 広瀬村                                           | 昭和30年3月31日 広神村             | 広神村                         | 広神村                       | 平成16年11月1日 魚沼市       | 魚沼市   |
| 北 魚 沼 郡 | 道島新田              | 道島新田               | 小平尾村                   | 小平尾村                      | 明治34年11月1日 広瀬村   | 広瀬村                  | 広瀬村                         | 広瀬村                                           | 昭和30年3月31日 広神村             | 広神村                         | 広神村                       | 平成16年11月1日 魚沼市       | 魚沼市   |
| 北 魚 沼 郡 | 米沢村                | 米沢村                 | 藪神村                     | 藪神村                        | 明治34年11月1日 藪神村   | 藪神村                  | 藪神村                         | 藪神村                                           | 昭和30年3月31日 広神村             | 広神村                         | 広神村                       | 平成16年11月1日 魚沼市       | 魚沼市   |
| 北 魚 沼 郡 | 新保村                | 新保村                 | 藪神村                     | 藪神村                        | 明治34年11月1日 藪神村   | 藪神村                  | 藪神村                         | 藪神村                                           | 昭和30年3月31日 広神村             | 広神村                         | 広神村                       | 平成16年11月1日 魚沼市       | 魚沼市   |
| 北 魚 沼 郡 | 新保新田              | 新保新田               | 藪神村                     | 藪神村                        | 明治34年11月1日 藪神村   | 藪神村                  | 藪神村                         | 藪神村                                           | 昭和30年3月31日 広神村             | 広神村                         | 広神村                       | 平成16年11月1日 魚沼市       | 魚沼市   |
| 北 魚 沼 郡 | 今泉村                | 今泉村                 | 藪神村                     | 藪神村                        | 明治34年11月1日 藪神村   | 藪神村                  | 藪神村                         | 藪神村                                           | 昭和30年3月31日 広神村             | 広神村                         | 広神村                       | 平成16年11月1日 魚沼市       | 魚沼市   |
| 北 魚 沼 郡 | 江口村                | 江口村                 | 藪神村                     | 藪神村                        | 明治34年11月1日 藪神村   | 藪神村                  | 藪神村                         | 藪神村                                           | 昭和30年3月31日 広神村             | 広神村                         | 広神村                       | 平成16年11月1日 魚沼市       | 魚沼市   |
| 北 魚 沼 郡 | 江口新田              | 江口新田               | 藪神村                     | 藪神村                        | 明治34年11月1日 藪神村   | 藪神村                  | 藪神村                         | 藪神村                                           | 昭和30年3月31日 広神村             | 広神村                         | 広神村                       | 平成16年11月1日 魚沼市       | 魚沼市   |
| 北 魚 沼 郡 | 山田村                | 山田村                 | 藪神村                     | 藪神村                        | 明治34年11月1日 藪神村   | 藪神村                  | 藪神村                         | 藪神村                                           | 昭和30年3月31日 広神村             | 広神村                         | 広神村                       | 平成16年11月1日 魚沼市       | 魚沼市   |
| 北 魚 沼 郡 | 山田新田              | 山田新田               | 藪神村                     | 藪神村                        | 明治34年11月1日 藪神村   | 藪神村                  | 藪神村                         | 藪神村                                           | 昭和30年3月31日 広神村             | 広神村                         | 広神村                       | 平成16年11月1日 魚沼市       | 魚沼市   |
| 北 魚 沼 郡 | 山田古新田            | 山田古新田             | 藪神村                     | 藪神村                        | 明治34年11月1日 藪神村   | 藪神村                  | 藪神村                         | 藪神村                                           | 昭和30年3月31日 広神村             | 広神村                         | 広神村                       | 平成16年11月1日 魚沼市       | 魚沼市   |
| 北 魚 沼 郡 | 一日市村              | 一日市村               | 羽川村                     | 羽川村                        | 明治34年11月1日 藪神村   | 藪神村                  | 藪神村                         | 藪神村                                           | 昭和30年3月31日 広神村             | 広神村                         | 広神村                       | 平成16年11月1日 魚沼市       | 魚沼市   |
| 北 魚 沼 郡 | 池平村                | 池平村                 | 羽川村                     | 羽川村                        | 明治34年11月1日 藪神村   | 藪神村                  | 藪神村                         | 藪神村                                           | 昭和30年3月31日 広神村             | 広神村                         | 広神村                       | 平成16年11月1日 魚沼市       | 魚沼市   |
| 北 魚 沼 郡 | 池平新田              | 池平新田               | 羽川村                     | 羽川村                        | 明治34年11月1日 藪神村   | 藪神村                  | 藪神村                         | 藪神村                                           | 昭和30年3月31日 広神村             | 広神村                         | 広神村                       | 平成16年11月1日 魚沼市       | 魚沼市   |
| 北 魚 沼 郡 | 池平三ツ又新田        | 池平三ツ又新田         | 羽川村                     | 羽川村                        | 明治34年11月1日 藪神村   | 藪神村                  | 藪神村                         | 藪神村                                           | 昭和30年3月31日 広神村             | 広神村                         | 広神村                       | 平成16年11月1日 魚沼市       | 魚沼市   |
| 北 魚 沼 郡 | 中家村                | 中家村                 | 羽川村                     | 羽川村                        | 明治34年11月1日 藪神村   | 藪神村                  | 藪神村                         | 藪神村                                           | 昭和30年3月31日 広神村             | 広神村                         | 広神村                       | 平成16年11月1日 魚沼市       | 魚沼市   |
| 北 魚 沼 郡 | 中家新田              | 中家新田               | 羽川村                     | 羽川村                        | 明治34年11月1日 藪神村   | 藪神村                  | 藪神村                         | 藪神村                                           | 昭和30年3月31日 広神村             | 広神村                         | 広神村                       | 平成16年11月1日 魚沼市       | 魚沼市   |
| 北 魚 沼 郡 | 中家今新田            | 中家今新田             | 羽川村                     | 羽川村                        | 明治34年11月1日 藪神村   | 藪神村                  | 藪神村                         | 藪神村                                           | 昭和30年3月31日 広神村             | 広神村                         | 広神村                       | 平成16年11月1日 魚沼市       | 魚沼市   |
| 北 魚 沼 郡 | 中島村                | 中島村                 | 島町村                     | 島町村                        | 明治34年11月1日 藪神村   | 藪神村                  | 藪神村                         | 藪神村                                           | 昭和30年3月31日 広神村             | 広神村                         | 広神村                       | 平成16年11月1日 魚沼市       | 魚沼市   |
| 北 魚 沼 郡 | 中島新田              | 中島新田               | 島町村                     | 島町村                        | 明治34年11月1日 藪神村   | 藪神村                  | 藪神村                         | 藪神村                                           | 昭和30年3月31日 広神村             | 広神村                         | 広神村                       | 平成16年11月1日 魚沼市       | 魚沼市   |
| 北 魚 沼 郡 | 四日町村              | 四日町村               | 島町村                     | 島町村                        | 明治34年11月1日 小出町   | 小出町                  | 小出町                         | 小出町                                           | 小出町                             | 小出町                         | 小出町                       | 平成16年11月1日 魚沼市       | 魚沼市   |
| 北 魚 沼 郡 | 小出島村              | 小出島村               | 小出町村                   | 明治29年8月14日 小出町        | 明治34年11月1日 小出町   | 小出町                  | 小出町                         | 小出町                                           | 小出町                             | 小出町                         | 小出町                       | 平成16年11月1日 魚沼市       | 魚沼市   |
| 北 魚 沼 郡 | 日渡新田              | 日渡新田               | 小出町村                   | 明治29年8月14日 小出町        | 明治34年11月1日 小出町   | 小出町                  | 小出町                         | 小出町                                           | 小出町                             | 小出町                         | 小出町                       | 平成16年11月1日 魚沼市       | 魚沼市   |
| 北 魚 沼 郡 | 大塚新田              | 大塚新田               | 小出町村                   | 明治29年8月14日 小出町        | 明治34年11月1日 小出町   | 小出町                  | 小出町                         | 小出町                                           | 小出町                             | 小出町                         | 小出町                       | 平成16年11月1日 魚沼市       | 魚沼市   |
| 北 魚 沼 郡 | 青島村                | 青島村                 | 青島村                     | 明治29年8月14日 小出町        | 明治34年11月1日 小出町   | 小出町                  | 小出町                         | 小出町                                           | 小出町                             | 小出町                         | 小出町                       | 平成16年11月1日 魚沼市       | 魚沼市   |
| 北 魚 沼 郡 | 佐梨村                | 佐梨村                 | 佐梨村                     | 佐梨村                        | 明治34年11月1日 小出町   | 小出町                  | 小出町                         | 小出町                                           | 小出町                             | 小出町                         | 小出町                       | 平成16年11月1日 魚沼市       | 魚沼市   |
| 北 魚 沼 郡 | 佐梨原新田            | 佐梨原新田             | 佐梨村                     | 佐梨村                        | 明治34年11月1日 小出町   | 小出町                  | 小出町                         | 小出町                                           | 小出町                             | 小出町                         | 小出町                       | 平成16年11月1日 魚沼市       | 魚沼市   |
| 北 魚 沼 郡 | 佐梨上原新田          | 佐梨上原新田           | 佐梨村                     | 佐梨村                        | 明治34年11月1日 小出町   | 小出町                  | 小出町                         | 小出町                                           | 小出町                             | 小出町                         | 小出町                       | 平成16年11月1日 魚沼市       | 魚沼市   |
| 北 魚 沼 郡 | 佐梨古新田            | 佐梨古新田             | 佐梨村                     | 佐梨村                        | 明治34年11月1日 小出町   | 小出町                  | 小出町                         | 小出町                                           | 小出町                             | 小出町                         | 小出町                       | 平成16年11月1日 魚沼市       | 魚沼市   |
| 南 魚 沼 郡 | 干溝村                | 明治8年 干溝村         | 伊米ヶ崎村                 | 伊米ヶ崎村                    | 伊米ヶ崎村               | 伊米ヶ崎村              | 伊米ヶ崎村                     | 昭和25年4月1日 小出町に編入                      | 小出町                             | 小出町                         | 小出町                       | 平成16年11月1日 魚沼市       | 魚沼市   |
| 南 魚 沼 郡 | 干溝新田              | 明治8年 干溝村         | 伊米ヶ崎村                 | 伊米ヶ崎村                    | 伊米ヶ崎村               | 伊米ヶ崎村              | 伊米ヶ崎村                     | 昭和25年4月1日 小出町に編入                      | 小出町                             | 小出町                         | 小出町                       | 平成16年11月1日 魚沼市       | 魚沼市   |
| 南 魚 沼 郡 | 虫野村                | 虫野村                 | 伊米ヶ崎村                 | 伊米ヶ崎村                    | 伊米ヶ崎村               | 伊米ヶ崎村              | 伊米ヶ崎村                     | 伊米ヶ崎村                                       | 昭和29年5月1日 小出町に編入        | 小出町                         | 小出町                       | 平成16年11月1日 魚沼市       | 魚沼市   |
| 南 魚 沼 郡 | 十日町村              | 十日町村               | 伊米ヶ崎村                 | 伊米ヶ崎村                    | 伊米ヶ崎村               | 伊米ヶ崎村              | 伊米ヶ崎村                     | 伊米ヶ崎村                                       | 昭和29年5月1日 小出町に編入        | 小出町                         | 小出町                       | 平成16年11月1日 魚沼市       | 魚沼市   |
| 南 魚 沼 郡 | 岡新田                | 岡新田                 | 伊米ヶ崎村                 | 伊米ヶ崎村                    | 伊米ヶ崎村               | 伊米ヶ崎村              | 伊米ヶ崎村                     | 伊米ヶ崎村                                       | 昭和29年5月1日 小出町に編入        | 小出町                         | 小出町                       | 平成16年11月1日 魚沼市       | 魚沼市   |
| 南 魚 沼 郡 | 大浦新田              | 大浦新田               | 伊米ヶ崎村                 | 伊米ヶ崎村                    | 伊米ヶ崎村               | 伊米ヶ崎村              | 伊米ヶ崎村                     | 伊米ヶ崎村                                       | 昭和29年5月1日 小出町に編入        | 小出町                         | 小出町                       | 平成16年11月1日 魚沼市       | 魚沼市   |
| 南 魚 沼 郡 | 大浦村                | 大浦村                 | 伊米ヶ崎村                 | 伊米ヶ崎村                    | 伊米ヶ崎村               | 伊米ヶ崎村              | 伊米ヶ崎村                     | 伊米ヶ崎村                                       | 昭和29年5月1日 小出町に編入        | 小出町                         | 小出町                       | 平成16年11月1日 魚沼市       | 魚沼市   |
| 南 魚 沼 郡 | 板木村                | 板木村                 | 伊米ヶ崎村                 | 伊米ヶ崎村                    | 伊米ヶ崎村               | 伊米ヶ崎村              | 伊米ヶ崎村                     | 伊米ヶ崎村                                       | 昭和29年5月1日 小出町に編入        | 小出町                         | 小出町                       | 平成16年11月1日 魚沼市       | 魚沼市   |
| 南 魚 沼 郡 | 原虫野新田            | 原虫野新田             | 伊米ヶ崎村                 | 伊米ヶ崎村                    | 伊米ヶ崎村               | 伊米ヶ崎村              | 伊米ヶ崎村                     | 伊米ヶ崎村                                       | 昭和29年5月1日 小出町に編入        | 小出町                         | 小出町                       | 平成16年11月1日 魚沼市       | 魚沼市   |
| 南 魚 沼 郡 | 伊勢島新田            | 伊勢島新田             | 伊米ヶ崎村                 | 伊米ヶ崎村                    | 伊米ヶ崎村               | 伊米ヶ崎村              | 伊米ヶ崎村                     | 伊米ヶ崎村                                       | 昭和29年5月1日 小出町に編入        | 小出町                         | 小出町                       | 平成16年11月1日 魚沼市       | 魚沼市   |
| 北 魚 沼 郡 | 田小屋村              | 田小屋村               | 入広瀬村                   | 入広瀬村                      | 明治34年11月1日 入広瀬村 | 入広瀬村                | 入広瀬村                       | 入広瀬村                                         | 入広瀬村                           | 入広瀬村                       | 入広瀬村                     | 平成16年11月1日 魚沼市       | 魚沼市   |
| 北 魚 沼 郡 | 芋鞘新田              | 芋鞘新田               | 入広瀬村                   | 入広瀬村                      | 明治34年11月1日 入広瀬村 | 入広瀬村                | 入広瀬村                       | 入広瀬村                                         | 入広瀬村                           | 入広瀬村                       | 入広瀬村                     | 平成16年11月1日 魚沼市       | 魚沼市   |
| 北 魚 沼 郡 | 平之俣新田            | 平之俣新田             | 入広瀬村                   | 入広瀬村                      | 明治34年11月1日 入広瀬村 | 入広瀬村                | 入広瀬村                       | 入広瀬村                                         | 入広瀬村                           | 入広瀬村                       | 入広瀬村                     | 平成16年11月1日 魚沼市       | 魚沼市   |
| 北 魚 沼 郡 | 大栃山村              | 大栃山村               | 入広瀬村                   | 入広瀬村                      | 明治34年11月1日 入広瀬村 | 入広瀬村                | 入広瀬村                       | 入広瀬村                                         | 入広瀬村                           | 入広瀬村                       | 入広瀬村                     | 平成16年11月1日 魚沼市       | 魚沼市   |
| 北 魚 沼 郡 | 穴沢村                | 穴沢村                 | 入広瀬村                   | 入広瀬村                      | 明治34年11月1日 入広瀬村 | 入広瀬村                | 入広瀬村                       | 入広瀬村                                         | 入広瀬村                           | 入広瀬村                       | 入広瀬村                     | 平成16年11月1日 魚沼市       | 魚沼市   |
| 北 魚 沼 郡 | 大白川新田            | 大白川新田             | 入広瀬村                   | 入広瀬村                      | 明治34年11月1日 入広瀬村 | 入広瀬村                | 入広瀬村                       | 入広瀬村                                         | 入広瀬村                           | 入広瀬村                       | 入広瀬村                     | 平成16年11月1日 魚沼市       | 魚沼市   |
| 北 魚 沼 郡 | 横根村                | 横根村                 | 高根村                     | 明治26年7月1日 入広瀬村に編入 | 明治34年11月1日 入広瀬村 | 入広瀬村                | 入広瀬村                       | 入広瀬村                                         | 入広瀬村                           | 入広瀬村                       | 入広瀬村                     | 平成16年11月1日 魚沼市       | 魚沼市   |
| 北 魚 沼 郡 | 高倉村                | 高倉村                 | 高根村                     | 明治26年4月1日 分立 高倉村    | 明治34年11月1日 上条村   | 上条村                  | 上条村                         | 上条村                                           | 上条村                             | 上条村                         | 昭和31年9月30日 守門村       | 平成16年11月1日 魚沼市       | 魚沼市   |
| 北 魚 沼 郡 | 下長鳥新田            | 明治13年 長鳥村        | 上条村                     | 上条村                        | 明治34年11月1日 上条村   | 上条村                  | 上条村                         | 上条村                                           | 上条村                             | 上条村                         | 昭和31年9月30日 守門村       | 平成16年11月1日 魚沼市       | 魚沼市   |
| 北 魚 沼 郡 | 大口新田              | 明治13年 長鳥村        | 上条村                     | 上条村                        | 明治34年11月1日 上条村   | 上条村                  | 上条村                         | 上条村                                           | 上条村                             | 上条村                         | 昭和31年9月30日 守門村       | 平成16年11月1日 魚沼市       | 魚沼市   |
| 北 魚 沼 郡 | 上長鳥新田            | 上長鳥新田             | 上条村                     | 上条村                        | 明治34年11月1日 上条村   | 上条村                  | 上条村                         | 上条村                                           | 上条村                             | 上条村                         | 昭和31年9月30日 守門村       | 平成16年11月1日 魚沼市       | 魚沼市   |
| 北 魚 沼 郡 | 渋川村                | 渋川村                 | 上条村                     | 上条村                        | 明治34年11月1日 上条村   | 上条村                  | 上条村                         | 上条村                                           | 上条村                             | 上条村                         | 昭和31年9月30日 守門村       | 平成16年11月1日 魚沼市       | 魚沼市   |
| 北 魚 沼 郡 | 東之名村              | 東之名村               | 上条村                     | 上条村                        | 明治34年11月1日 上条村   | 上条村                  | 上条村                         | 上条村                                           | 上条村                             | 上条村                         | 昭和31年9月30日 守門村       | 平成16年11月1日 魚沼市       | 魚沼市   |
| 北 魚 沼 郡 | 西名村                | 西名村                 | 上条村                     | 上条村                        | 明治34年11月1日 上条村   | 上条村                  | 上条村                         | 上条村                                           | 上条村                             | 上条村                         | 昭和31年9月30日 守門村       | 平成16年11月1日 魚沼市       | 魚沼市   |
| 北 魚 沼 郡 | 西名新田              | 西名新田               | 上条村                     | 上条村                        | 明治34年11月1日 上条村   | 上条村                  | 上条村                         | 上条村                                           | 上条村                             | 上条村                         | 昭和31年9月30日 守門村       | 平成16年11月1日 魚沼市       | 魚沼市   |
| 北 魚 沼 郡 | 宮椿新田              | 宮椿新田               | 上条村                     | 上条村                        | 明治34年11月1日 上条村   | 上条村                  | 上条村                         | 上条村                                           | 上条村                             | 上条村                         | 昭和31年9月30日 守門村       | 平成16年11月1日 魚沼市       | 魚沼市   |
| 北 魚 沼 郡 | 福山新田              | 福山新田               | 上条村                     | 上条村                        | 明治34年11月1日 上条村   | 上条村                  | 上条村                         | 上条村                                           | 上条村                             | 上条村                         | 昭和31年9月30日 守門村       | 平成16年11月1日 魚沼市       | 魚沼市   |
| 北 魚 沼 郡 | 須原村                | 須原村                 | 須原村                     | 須原村                        | 明治34年11月1日 須原村   | 須原村                  | 須原村                         | 須原村                                           | 須原村                             | 須原村                         | 昭和31年9月30日 守門村       | 平成16年11月1日 魚沼市       | 魚沼市   |
| 北 魚 沼 郡 | 福田新田              | 福田新田               | 須原村                     | 須原村                        | 明治34年11月1日 須原村   | 須原村                  | 須原村                         | 須原村                                           | 須原村                             | 須原村                         | 昭和31年9月30日 守門村       | 平成16年11月1日 魚沼市       | 魚沼市   |
| 北 魚 沼 郡 | 大原新田              | 大原新田               | 須原村                     | 須原村                        | 明治34年11月1日 須原村   | 須原村                  | 須原村                         | 須原村                                           | 須原村                             | 須原村                         | 昭和31年9月30日 守門村       | 平成16年11月1日 魚沼市       | 魚沼市   |
| 北 魚 沼 郡 | 松川村                | 松川村                 | 須原村                     | 須原村                        | 明治34年11月1日 須原村   | 須原村                  | 須原村                         | 須原村                                           | 須原村                             | 須原村                         | 昭和31年9月30日 守門村       | 平成16年11月1日 魚沼市       | 魚沼市   |
| 北 魚 沼 郡 | 細野村                | 細野村                 | 須原村                     | 須原村                        | 明治34年11月1日 須原村   | 須原村                  | 須原村                         | 須原村                                           | 須原村                             | 須原村                         | 昭和31年9月30日 守門村       | 平成16年11月1日 魚沼市       | 魚沼市   |
| 北 魚 沼 郡 | 赤土村                | 明治8年 赤土村         | 広瀬村                     | 広瀬村                        | 明治34年11月1日 須原村   | 須原村                  | 須原村                         | 須原村                                           | 須原村                             | 須原村                         | 昭和31年9月30日 守門村       | 平成16年11月1日 魚沼市       | 魚沼市   |
| 北 魚 沼 郡 | 真平新田              | 明治8年 赤土村         | 広瀬村                     | 広瀬村                        | 明治34年11月1日 須原村   | 須原村                  | 須原村                         | 須原村                                           | 須原村                             | 須原村                         | 昭和31年9月30日 守門村       | 平成16年11月1日 魚沼市       | 魚沼市   |
| 北 魚 沼 郡 | 赤土五右衛門新田      | 明治8年 赤土村         | 広瀬村                     | 広瀬村                        | 明治34年11月1日 須原村   | 須原村                  | 須原村                         | 須原村                                           | 須原村                             | 須原村                         | 昭和31年9月30日 守門村       | 平成16年11月1日 魚沼市       | 魚沼市   |
| 北 魚 沼 郡 | 赤土権四郎新田        | 明治8年 赤土村         | 広瀬村                     | 広瀬村                        | 明治34年11月1日 須原村   | 須原村                  | 須原村                         | 須原村                                           | 須原村                             | 須原村                         | 昭和31年9月30日 守門村       | 平成16年11月1日 魚沼市       | 魚沼市   |
| 北 魚 沼 郡 | 須川村                | 須川村                 | 広瀬村                     | 広瀬村                        | 明治34年11月1日 須原村   | 須原村                  | 須原村                         | 須原村                                           | 須原村                             | 須原村                         | 昭和31年9月30日 守門村       | 平成16年11月1日 魚沼市       | 魚沼市   |
| 北 魚 沼 郡 | 三淵沢村              | 三淵沢村               | 広瀬村                     | 広瀬村                        | 明治34年11月1日 須原村   | 須原村                  | 須原村                         | 須原村                                           | 須原村                             | 須原村                         | 昭和31年9月30日 守門村       | 平成16年11月1日 魚沼市       | 魚沼市   |
| 北 魚 沼 郡 | 大倉沢村              | 大倉沢村               | 広瀬村                     | 広瀬村                        | 明治34年11月1日 須原村   | 須原村                  | 須原村                         | 須原村                                           | 須原村                             | 須原村                         | 昭和31年9月30日 守門村       | 平成16年11月1日 魚沼市       | 魚沼市   |
| 北 魚 沼 郡 | 大倉村                | 大倉村                 | 広瀬村                     | 広瀬村                        | 明治34年11月1日 須原村   | 須原村                  | 須原村                         | 須原村                                           | 須原村                             | 須原村                         | 昭和31年9月30日 守門村       | 平成16年11月1日 魚沼市       | 魚沼市   |
| 北 魚 沼 郡 | 芋川村                | 芋川村                 | 湯ノ谷村                   | 湯ノ谷村                      | 明治34年11月1日 湯之谷村 | 湯之谷村                | 湯之谷村                       | 湯之谷村                                         | 湯之谷村                           | 湯之谷村                       | 湯之谷村                     | 平成16年11月1日 魚沼市       | 魚沼市   |
| 北 魚 沼 郡 | 宇都野村              | 宇都野村               | 湯ノ谷村                   | 湯ノ谷村                      | 明治34年11月1日 湯之谷村 | 湯之谷村                | 湯之谷村                       | 湯之谷村                                         | 湯之谷村                           | 湯之谷村                       | 湯之谷村                     | 平成16年11月1日 魚沼市       | 魚沼市   |
| 北 魚 沼 郡 | 蓑和田村              | 蓑和田村               | 湯ノ谷村                   | 湯ノ谷村                      | 明治34年11月1日 湯之谷村 | 湯之谷村                | 湯之谷村                       | 湯之谷村                                         | 湯之谷村                           | 湯之谷村                       | 湯之谷村                     | 平成16年11月1日 魚沼市       | 魚沼市   |
| 北 魚 沼 郡 | 下折立村              | 下折立村               | 湯ノ谷村                   | 湯ノ谷村                      | 明治34年11月1日 湯之谷村 | 湯之谷村                | 湯之谷村                       | 湯之谷村                                         | 湯之谷村                           | 湯之谷村                       | 湯之谷村                     | 平成16年11月1日 魚沼市       | 魚沼市   |
| 北 魚 沼 郡 | 折立又新田            | 折立又新田             | 湯ノ谷村                   | 湯ノ谷村                      | 明治34年11月1日 湯之谷村 | 湯之谷村                | 湯之谷村                       | 湯之谷村                                         | 湯之谷村                           | 湯之谷村                       | 湯之谷村                     | 平成16年11月1日 魚沼市       | 魚沼市   |
| 北 魚 沼 郡 | 上折立村              | 上折立村               | 湯ノ谷村                   | 湯ノ谷村                      | 明治34年11月1日 湯之谷村 | 湯之谷村                | 湯之谷村                       | 湯之谷村                                         | 湯之谷村                           | 湯之谷村                       | 湯之谷村                     | 平成16年11月1日 魚沼市       | 魚沼市   |
| 北 魚 沼 郡 | 大湯村                | 大湯村                 | 湯ノ谷村                   | 湯ノ谷村                      | 明治34年11月1日 湯之谷村 | 湯之谷村                | 湯之谷村                       | 湯之谷村                                         | 湯之谷村                           | 湯之谷村                       | 湯之谷村                     | 平成16年11月1日 魚沼市       | 魚沼市   |
| 北 魚 沼 郡 | 井口新田              | 井口新田               | 八箇村                     | 八箇村                        | 明治34年11月1日 湯之谷村 | 湯之谷村                | 湯之谷村                       | 湯之谷村                                         | 湯之谷村                           | 湯之谷村                       | 湯之谷村                     | 平成16年11月1日 魚沼市       | 魚沼市   |
| 北 魚 沼 郡 | 吉田村                | 吉田村                 | 八箇村                     | 八箇村                        | 明治34年11月1日 湯之谷村 | 湯之谷村                | 湯之谷村                       | 湯之谷村                                         | 湯之谷村                           | 湯之谷村                       | 湯之谷村                     | 平成16年11月1日 魚沼市       | 魚沼市   |
| 北 魚 沼 郡 | 七日市村              | 七日市村               | 八箇村                     | 八箇村                        | 明治34年11月1日 湯之谷村 | 湯之谷村                | 湯之谷村                       | 湯之谷村                                         | 湯之谷村                           | 湯之谷村                       | 湯之谷村                     | 平成16年11月1日 魚沼市       | 魚沼市   |
| 北 魚 沼 郡 | 七日市新田            | 七日市新田             | 八箇村                     | 八箇村                        | 明治34年11月1日 湯之谷村 | 湯之谷村                | 湯之谷村                       | 湯之谷村                                         | 湯之谷村                           | 湯之谷村                       | 湯之谷村                     | 平成16年11月1日 魚沼市       | 魚沼市   |
| 北 魚 沼 郡 | 大沢村                | 大沢村                 | 八箇村                     | 八箇村                        | 明治34年11月1日 湯之谷村 | 湯之谷村                | 湯之谷村                       | 湯之谷村                                         | 湯之谷村                           | 湯之谷村                       | 湯之谷村                     | 平成16年11月1日 魚沼市       | 魚沼市   |
| 北 魚 沼 郡 | 木山沢新田            | 木山沢新田             | 八箇村                     | 八箇村                        | 明治34年11月1日 湯之谷村 | 湯之谷村                | 湯之谷村                       | 湯之谷村                                         | 湯之谷村                           | 湯之谷村                       | 湯之谷村                     | 平成16年11月1日 魚沼市       | 魚沼市   |
| 北 魚 沼 郡 | 福島新田              | 福島新田               | 八箇村                     | 八箇村                        | 明治34年11月1日 湯之谷村 | 湯之谷村                | 湯之谷村                       | 湯之谷村                                         | 湯之谷村                           | 湯之谷村                       | 湯之谷村                     | 平成16年11月1日 魚沼市       | 魚沼市   |
| 北 魚 沼 郡 | 葎沢村                | 葎沢村                 | 八箇村                     | 八箇村                        | 明治34年11月1日 湯之谷村 | 湯之谷村                | 湯之谷村                       | 湯之谷村                                         | 湯之谷村                           | 湯之谷村                       | 湯之谷村                     | 平成16年11月1日 魚沼市       | 魚沼市   |
| 北 魚 沼 郡 | 堀之内村              | 堀之内村               | 堀之内村                   | 堀之内村                      | 明治34年11月1日 堀之内村 | 大正15年4月1日 堀之内村 | 大正15年11月10日 町制 堀之内町 | 堀之内町                                         | 堀之内町                           | 堀之内町                       | 堀之内町                     | 平成16年11月1日 魚沼市       | 魚沼市   |
| 北 魚 沼 郡 | 与五郎新田            | 与五郎新田             | 堀之内村                   | 堀之内村                      | 明治34年11月1日 堀之内村 | 大正15年4月1日 堀之内村 | 大正15年11月10日 町制 堀之内町 | 堀之内町                                         | 堀之内町                           | 堀之内町                       | 堀之内町                     | 平成16年11月1日 魚沼市       | 魚沼市   |
| 北 魚 沼 郡 | 大石村                | 大石村                 | 堀之内村                   | 堀之内村                      | 明治34年11月1日 堀之内村 | 大正15年4月1日 堀之内村 | 大正15年11月10日 町制 堀之内町 | 堀之内町                                         | 堀之内町                           | 堀之内町                       | 堀之内町                     | 平成16年11月1日 魚沼市       | 魚沼市   |
| 北 魚 沼 郡 | 下倉村                | 下倉村                 | 城下村                     | 城下村                        | 明治34年11月1日 堀之内村 | 大正15年4月1日 堀之内村 | 大正15年11月10日 町制 堀之内町 | 堀之内町                                         | 堀之内町                           | 堀之内町                       | 堀之内町                     | 平成16年11月1日 魚沼市       | 魚沼市   |
| 北 魚 沼 郡 | 田戸村                | 田戸村                 | 城下村                     | 城下村                        | 明治34年11月1日 堀之内村 | 大正15年4月1日 堀之内村 | 大正15年11月10日 町制 堀之内町 | 堀之内町                                         | 堀之内町                           | 堀之内町                       | 堀之内町                     | 平成16年11月1日 魚沼市       | 魚沼市   |
| 北 魚 沼 郡 | 根小屋村              | 根小屋村               | 城下村                     | 城下村                        | 明治34年11月1日 堀之内村 | 大正15年4月1日 堀之内村 | 大正15年11月10日 町制 堀之内町 | 堀之内町                                         | 堀之内町                           | 堀之内町                       | 堀之内町                     | 平成16年11月1日 魚沼市       | 魚沼市   |
| 北 魚 沼 郡 | 新道島村              | 新道島村               | 宇賀地村                   | 宇賀地村                      | 明治34年11月1日 堀之内村 | 大正15年4月1日 堀之内村 | 大正15年11月10日 町制 堀之内町 | 堀之内町                                         | 堀之内町                           | 堀之内町                       | 堀之内町                     | 平成16年11月1日 魚沼市       | 魚沼市   |
| 北 魚 沼 郡 | 星野新田              | 星野新田               | 宇賀地村                   | 宇賀地村                      | 明治34年11月1日 堀之内村 | 大正15年4月1日 堀之内村 | 大正15年11月10日 町制 堀之内町 | 堀之内町                                         | 堀之内町                           | 堀之内町                       | 堀之内町                     | 平成16年11月1日 魚沼市       | 魚沼市   |
| 北 魚 沼 郡 | 龍光村                | 龍光村                 | 宇賀地村                   | 宇賀地村                      | 明治34年11月1日 堀之内村 | 大正15年4月1日 堀之内村 | 大正15年11月10日 町制 堀之内町 | 堀之内町                                         | 堀之内町                           | 堀之内町                       | 堀之内町                     | 平成16年11月1日 魚沼市       | 魚沼市   |
| 北 魚 沼 郡 | 下島村                | 下島村                 | 宇賀地村                   | 宇賀地村                      | 明治34年11月1日 堀之内村 | 大正15年4月1日 堀之内村 | 大正15年11月10日 町制 堀之内町 | 堀之内町                                         | 堀之内町                           | 堀之内町                       | 堀之内町                     | 平成16年11月1日 魚沼市       | 魚沼市   |
| 北 魚 沼 郡 | 下新田                | 下新田                 | 宇賀地村                   | 宇賀地村                      | 明治34年11月1日 堀之内村 | 大正15年4月1日 堀之内村 | 大正15年11月10日 町制 堀之内町 | 堀之内町                                         | 堀之内町                           | 堀之内町                       | 堀之内町                     | 平成16年11月1日 魚沼市       | 魚沼市   |
| 北 魚 沼 郡 | 徳田村                | 徳田村                 | 宇賀地村                   | 宇賀地村                      | 明治34年11月1日 堀之内村 | 大正15年4月1日 堀之内村 | 大正15年11月10日 町制 堀之内町 | 堀之内町                                         | 堀之内町                           | 堀之内町                       | 堀之内町                     | 平成16年11月1日 魚沼市       | 魚沼市   |
| 北 魚 沼 郡 | 和長島村              | 和長島村               | 宇賀地村                   | 宇賀地村                      | 明治34年11月1日 堀之内村 | 大正15年4月1日 堀之内村 | 大正15年11月10日 町制 堀之内町 | 堀之内町                                         | 堀之内町                           | 堀之内町                       | 堀之内町                     | 平成16年11月1日 魚沼市       | 魚沼市   |
| 北 魚 沼 郡 | 田川村                | 田川村                 | 宇賀地村                   | 宇賀地村                      | 明治34年11月1日 堀之内村 | 大正15年4月1日 堀之内村 | 大正15年11月10日 町制 堀之内町 | 堀之内町                                         | 堀之内町                           | 堀之内町                       | 堀之内町                     | 平成16年11月1日 魚沼市       | 魚沼市   |
| 北 魚 沼 郡 | 原村                  | 原村                   | 田川入村                   | 田川入村                      | 田川入村                 | 大正15年4月1日 堀之内村 | 大正15年11月10日 町制 堀之内町 | 堀之内町                                         | 堀之内町                           | 堀之内町                       | 堀之内町                     | 平成16年11月1日 魚沼市       | 魚沼市   |
| 北 魚 沼 郡 | 魚野地村              | 魚野地村               | 田川入村                   | 田川入村                      | 田川入村                 | 大正15年4月1日 堀之内村 | 大正15年11月10日 町制 堀之内町 | 堀之内町                                         | 堀之内町                           | 堀之内町                       | 堀之内町                     | 平成16年11月1日 魚沼市       | 魚沼市   |
| 北 魚 沼 郡 | 明神村                | 明神村                 | 田川入村                   | 田川入村                      | 田川入村                 | 大正15年4月1日 堀之内村 | 大正15年11月10日 町制 堀之内町 | 堀之内町                                         | 堀之内町                           | 堀之内町                       | 堀之内町                     | 平成16年11月1日 魚沼市       | 魚沼市   |
| 北 魚 沼 郡 | 吉水村                | 吉水村                 | 田川入村                   | 田川入村                      | 田川入村                 | 大正15年4月1日 堀之内村 | 大正15年11月10日 町制 堀之内町 | 堀之内町                                         | 堀之内町                           | 堀之内町                       | 堀之内町                     | 平成16年11月1日 魚沼市       | 魚沼市   |

## 行政
歴代郡長
| 代 | 氏名 | 就任年月日               | 退任年月日                | 備考                   |
| -- | ---- | ------------------------ | ------------------------- | ---------------------- |
| 1  |      | 明治12年（1879年）4月9日 |                           |                        |
|    |      |                          | 大正15年（1926年）6月30日 | 郡役所廃止により、廃官 |